# 千葉県の歴史

千葉県の地図

歴史（れきし）では、千葉県の歴史について記述する。

## 県名の由来
現在の千葉県域は、古代から江戸時代までの令制国としては、北から下総国、上総国、安房国にあたる。
千葉県という県名は、廃藩置県後の1873年（明治6年）に木更津県と印旛県が合併して千葉県が設置された際に千葉郡千葉町（現在の千葉市）に県庁が置かれたことに由来する。県庁所在地名と郡名が同じため、そのいずれに由来するかは不明である。また、千葉という地名自体がいつの頃に発生したのかは定かではないが、律令制以前の国造名（千葉国造）や律令制以来の郡名（千葉郡）に見ることができる。その地名の由来については諸説あるが、一説によると「数多くの葉が繁茂する」の意で、
1. 実り豊かな豊穣の地を示している
2. たくさんの草木が生い茂る原野だったから
3. 土地と子孫の繁栄を願っての地名

などとも説かれる。なお、『日本書紀』『古事記』の両書（記紀）には、応神天皇が大和から近江に向かう途中、山城の宇治野の丘で遠く葛野一帯を望んでの国見歌で現れる「千葉の」は数多くの葉の意味で、葛の葉が良く繁栄したことから葛の枕詞として用いられたのだと、契沖以来考えられており、古代人が「千葉」という地名に託した願いを知る上での重要な資料の一つといわれている（和歌については、以下を参照）。
現存の文書中、千葉という地名が最も古くに見えるのは、『万葉集』20巻の千葉郡出身の防人大田部足人の詠んだの一首だといわれている（和歌については、以下を参照）。

## 先史時代
地殻変動により隆起して、現在の房総半島が形成された。上総の山稜地帯はその名残である。
今から約12万年前は、関東平野のほとんどは海面下で、現在の千葉県は房総半島南部の山脈と銚子周辺の高台が小島として水面上に出ていたのみと考えられる。約2万年前のヴュルム氷期になると、海岸線の大幅な後退と周辺山脈の活発な火山活動などに伴い海面は、現在より80 - 100mも低くなり、東京湾は盆地（陸地）となっていたとされる。台地から流れ出た水は、最終的に古東京川（現在の東京湾沖にあった）と呼ばれる大河を形成し、太平洋へと注いでいたという。富津沖の中ノ瀬は、当時の川中島であり、観音崎から急に水深が深くなっているのは、古東京川の流れがえぐったためではないかと考えられている。
縄文時代が始まる約1万年前から気温が上昇し、氷河が溶けると海水面は再び上昇し、現在よりも5 - 10mほど高くなり、関東平野には古東京湾と古鬼怒湾（後の香取海）の2つの湾が形成され、島状になっていたとされる。
房総の最初の住人は、約3万数千年前の旧石器時代の人々で、四国の阿波から豊かな土地を求めて黒潮に乗ってきた人だと言われている。
千葉県の旧石器時代の人々は、古鬼怒川沿いに石器の原材料を求め北は高原山から南は房総半島の嶺岡山地の間約200km以上にも及ぶ長い領域の間を移動しながら生活を営み、主な狩場である常総台地ではナウマンゾウやオオツノシカなどを食料にした狩猟生活を営んでいたと考えられている。そのため、狩猟に使用するための石器などを使用した道具が進化した。石器は、黒曜石やサヌカイトを使用したものが著名で、千葉県最初の旧石器時代の黒曜石は、市川市国府台にある立川ローム層等から発見された。千葉県には、石器の原料となる産地が乏しく、高原山や甲信地方の中央高地などから運ばれたと考えられている。
- 千葉県出土の黒曜石石器の詳細情報は以下を参照のこと。

千葉県の旧石器時代の遺跡は、300数十箇所ほど発見されており、県北部の台地に多い。そして、印西市（旧・印旛村）では、日本初のナウマンゾウの全身骨格が発見され、成田市（旧・下総町）では、ナウマンゾウの頭骨が発見されている（共に国立科学博物館収蔵）。

## 縄文から古墳時代まで
縄文時代の遺跡としては、貝塚がよく知られている。縄文時代の貝塚は日本各地に約2300か所 を数え、関東地方には、約1000か所が集中している。特に東京湾周辺は、貝塚の宝庫と呼ばれ、約600か所が密集しており、千葉県の東京湾域、利根川流域の台地には644か所 ほどの遺跡が見られる。千葉市にある加曽利貝塚が有名で、千葉市若葉区の台地には、加曽利貝塚博物館が建っており、発掘品のほか、野外施設で貝の堆積状態を観察することができる。また、縄文遺跡の落合遺跡（東京大学検見川総合運動場）から発掘されたハスの実は発芽に成功し、大賀ハス（古代ハス）と呼ばれ、世界中に株分けされた。
県内では、成田市の荒海貝塚から縄文から弥生時代へ移り変わる頃の籾殻痕がついた土器が見つかっており、イネの栽培が行われていたと推定されている。ただ、千葉県内ではこれまで台地上の発掘調査が多いこともあって、水田跡はまだ見つかっていない。農耕社会に入ると「ムラ」の形態が変化し、これまでの採集経済に代わり、生産経済が展開されていく。この過程の中で環濠集落が出現するが、千葉県では1979年（昭和54年）から行われた佐倉市の六崎大崎台遺跡の発掘で発見されている。遺跡は台地にあり、周辺の低地には、水田が広がり、そこでは技術的に完成された農業が営まれていたと推測されている。環濠集落は、政治的施設や生産工房を府置した政治的軍事的な「城塞集落」で、佐賀県の吉野ヶ里遺跡は、前者の数十倍の規模があり、陸橋、門柱、柵列や物見櫓が見つかっている。また、環濠内には弥生墳丘墓や祭祀施設も備わっていたことがわかっている。
弥生時代末期になると六崎大崎台遺跡の環濠は消滅し、ムラの景観が一変する。台地の北に大型住居を伴ったムラが作られ、南には墳墓を有する大型の方形周溝墓が作られた。こうした変化は、墓がムラの共通空間として認識されるようになったこと示唆している。ムラの首長のあり方が変化し、地方豪族が誕生、社会変動の過程で新たな墓が出現するようになり、古墳時代に至る。
関東では、関西より100年遅れて2世紀から3世紀頃まで、弥生時代となる。房総の古代文化は、黒潮による南西日本との文化交流の影響が見られることから、俗に「黒潮文化」と呼ばれ、地域の文化や風習（例:漁法・建築様式等）などにその影響が見られる。
古墳時代の房総半島は、「捄国」（ふさのくに。古くは捄＝麻がよく育ったことに由来、「総」は後世の当て字）と呼ばれた。『古語拾遺』によると、神代の時代に古代豪族の忌部氏の祖である天富命が阿波（徳島県）から黒潮に乗って渡来、麻を栽培して成功した肥沃な大地が捄国で、忌部（斎部）の一部の居住地には、阿波の名を取って安房としたのが起源だとされる。これら房総三国を一括する語が「吾妻」である。記紀神話では、日本武尊の説話が起源とされているが（「あづまはや」という嘆きの詞）、元々は当地の神話であった物を取り込んだ可能性がある。安房国造の任命に際しては、出雲国造、紀国造とともに特別の任官方式が取られ、忌部氏の氏神とされる安房大神（安房神社）は、8世紀前半までは、
東国では鹿島神に次ぐ扱いで、香取神を上回っていたとされる。
また、『常陸国風土記』によれば、阿波忌部氏に続き、多氏（神八井耳命の末裔の肥後国造の一族）や中臣氏が上総国に到来、開拓を行いながら常陸国（現在の茨城県）に勢力を伸ばし、中臣片岡連が氏神として鹿島神宮を建立したとされる。因みに平安時代から日本にかけて「神宮」の称号で呼ばれていたのは、伊勢神宮、鹿島神宮、香取神宮の三社のみである。
県内にある古墳時代初期の遺跡としては、市原市の神戸4号墳・5号墳を始め、各地で前方後円墳が出現する直前の首長墓が確認されている。また、市原市の稲荷台1号古墳から出土した「王賜銘」鉄剣からは房総におけるヤマト王権の影響力が見られる。『先代旧事本紀』「国造本紀」によれば、成務朝に阿波国造、長狭国造、須恵国造、馬来田国造、菊麻国造、伊甚国造、上海上国造、武社国造が、応神朝に下海上国造、千葉国造、印波国造が置かれたとされる。
県域は香取海周辺に集中する古墳郡の分布からも分かるように、古来より海上交通を通じて発達しており、東国の中でも政治的にヤマト王権との交流が深かったことから前方後円墳の数が全国的にも多い。1990年（平成2年）時点で8665基の古墳と横穴が4083基が県内で確認されており、古墳の数は全国第4位を占める。このうち100mを超えるものは14基を数え、最大のものは、富津市の内裏塚古墳で、墳丘の全長は、147m（周溝を含めると185m）、日本列島では74番目の規模といわれるが、5世紀の古墳としては、南関東で最大規模を誇る。
なお、遺跡の多くは山（標高20m - 30m程度の高台）側に多く分布している。これは、縄文海進の影響によって当時の水位は現在よりずっと高く、現在の千葉県の多くの低地が海中に沈み、県域は、北部の香取海、南部・東部の古太平洋と西部の古東京湾によって、本州と完全に仕切られた「島」となっていたためで、この影響は、平安時代から鎌倉時代まで続いたとされる。この影響は、日本武尊に関する説話など、各地の伝承や伝説などにも見受けられる。
6世紀後半になると、畿内では前方後円墳は姿を消し、古墳は小型化する。7世紀になると仏教寺院が建立されるようになるが、東国では7世紀初めまで前方後円墳が築造されていた。千葉県にある同時期の遺跡としては、栄町および成田市にある龍角寺古墳群（古墳総数は111 - 124基）がある。遺跡は、印旛沼の東岸（印波国造の影響域と推定されている）にあり、周辺は千葉県立房総のむら（体験博物館）として整備されている。龍角寺古墳群は6世紀に始まったとされ、7世紀末までの200年間、複数の古墳と寺院が築造されたもので、東国における墳墓（古墳から寺院へ）形態の変化を知る上でも重要な遺跡として全国的にも著名である。浅間山古墳（竜角寺111号墳）の副葬品は7世紀中葉までに及び、墳丘長が78mで、全国的に見ても最後の大型前方後円墳の一つといわれる。この直後に造られたのが岩屋古墳（竜角寺105号墳）で、1辺78m、高さ12.2mの方墳で、終末期の方墳としては、日本最大である。

## 飛鳥から平安時代まで

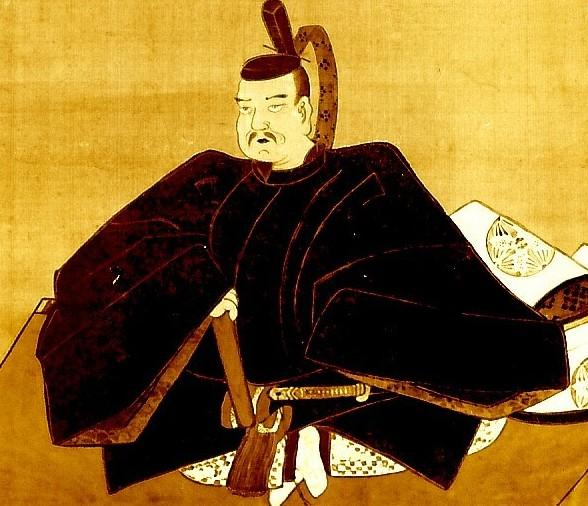
平将門

そして、岩屋古墳の北北西約1kmの場所には龍角寺跡がある。この寺院は、東日本最古（創建は640年代から7世紀の第3四半期頃と推定）の寺院として知られる。調査によると山田寺式の瓦が葺かれ、三重塔と金堂が東西に並んだ法起寺式の伽藍配置だったことがわかっており、同地の有力者がヤマト王権の豪族と結び仏教を広めようとしたのではないかと考えられている。また、寺院の北西には、龍角寺の瓦を生産した窯跡があり、「加刀利」などの文字が書かれた瓦が出土している。その文字瓦には「朝布」「赤加賀」「玉作」などの文字や絵模様が描かれた1800点程の種類がある。このことは、7世紀代の文字資料が少ないこともあり、旧来の「遅れた東国」というイメージが強かったが、関東での文字の使用が奈良時代以前に遡ることを証明する貴重な資料の一つと言われている。
大化の改新後、捄国は畿内に近い方が上総国、遠い方が下総国となり、さらに養老2年（718年）に上総国から安房国が分離して三国となった。なお、一時、安房国は再び上総国に編入されたが、天平宝字元年（757年）に再び分割された。地理的には北から順に下総、上総、安房となっているが、これは当時、東海道の正式なルートが相模国（現在の神奈川県）から安房国へ渡る舟を経由するのが主流であり、上総の方が畿内に近いとされていたためで、『日本書紀』には日本武尊の武勇伝でも上総国に上陸する場面が見られる。日本国内にあった68の各国は、国力等の政治・経済上の基準で大国（たいごく）から下国（げこく）の4等級に区分されていたが、上総国、下総国とも大国、安房国は中国と『延喜式』には記されている。また、上総国は大国の中でも親王が国司を務める3つの親王任国の一つとなっており、平高望、平良兼や菅原孝標がそうであったように、国府の実質的長官は上総介が握っていた。
安房・上総・下総の各国には、駅（駅家）が設置され、駅馬と伝馬が配備されていた。この三国が属した東海道は中路 とされた。安房国には駅馬が白浜・川上各5頭が配備、上総国には駅馬が大前・藤潴（ふじぬま）・島穴・天羽の各郡に5頭、伝馬は海上・望陀・周淮・天羽の各郡に5頭、下総国には駅馬が井上10頭、浮嶋・河輪各5頭、茜津・於賦（おう）各10頭、伝馬が葛飾郡10頭、千葉・相馬の各郡5頭が配備されていた（『延喜式』）。
大宝元年（701年）には、国には国司をが政務をとる国庁と国府が設置された。上総国の国府は市原市、下総の国府は市川市国府台の地に、安房国府は安房郡三芳村府中に置かれた。安房国府の遺構は見つかっていない。郡には郡家が設置された。上総国海上郡家が市原市西野遺跡、下総国埴生郡家が栄町大原遺跡など発見されているが、その他の郡家跡は明確でない。また、田祖・正税を納める倉庫である郡家の正倉は、我孫子市日秀西遺跡が下総国相馬郡のものと想定されている。他方、国分寺（金光明四天王寺護国之寺）と国分尼寺（法華滅罪之寺）については、上総は市原市、下総は市川市国分に所在し、安房はまだ不明である。
東国の武士の勇猛さは知れ渡っており、九州筑紫の防衛をする防人に東国出身の兵士が、充てられた。その上総・下総国出身の防人の歌が『万葉集』巻20に出ている。防人は難波津に集結し、海路で筑紫に向かった。難波までは食料自弁であった。筑紫では空き地が与えられ稲や雑穀を栽培して食料とした。
平安時代中期、平安京では、藤原氏が隆盛に向かう頃、県域では、中央から派遣された国司などの（任期期間が過ぎた）役人が土着し、在地領主や富豪農民などの新興勢力が誕生し始める。特に高望王の子孫である桓武平氏系の氏族が勢いを振るったが、平安時代の平将門、次いで平忠常が反乱を起こし、房総三国は一時「亡国」と言われるほど荒廃した。この時、朱雀天皇によって、平将門の乱平定のため、僧寛朝が派遣され、祈祷を行なったことが、後の成田山新勝寺の起源となる）。

## 鎌倉から戦国時代まで
この荒廃の中で台頭してきたのが、忠常の嫡流の子孫の千葉氏（上総氏も含む）である。千葉氏は下総国千葉荘を本拠とした豪族で、坂東八平氏・関東八屋形の一つに数えられる名門氏族として総州で栄えたといわれている。千葉氏系の氏族としては、相馬氏 、武石氏、大須賀氏、国分氏 、東氏、葛西氏、椎名氏、臼井氏、原氏、遠藤氏、円城寺氏、高城氏などの諸流がよく知られている。このうち、相馬氏と遠藤氏、高城氏は明治維新まで存続する。
しかし、千葉氏も平安時代までは、俗に言う私営田領主（地方領主）で、国司が交代する度に荘園の認定を得なければならなかった。そのため、平氏政権の影響が地方にも及ぶ頃には、下総国司だった藤原親通によって官物未進（租税滞納）を理由に相馬御厨や立花荘（東荘）が没収されるなど、困難な状況に追い込まれていた。千葉氏は、これらの荘園の回復のため、長期間奔走するが、懸命の努力にもかかわらず、源義朝を経て、藤原親盛（親通の子）から譲り受けたと主張し、介入してきた常陸の佐竹義宗に奪われるなど、平家方の親通が土着する過程で、被害を受ける在地領主の一人にしか過ぎなかった。そのような困難な状況を打開する転機となったのが、治承・寿永の乱を経ての鎌倉幕府創設への貢献だった。
治承4年（1180年）、石橋山の戦いに破れ、安房国へと落ち延びた源頼朝を、千葉氏を始めとする総州の諸侯（安西氏、和田氏、葛西氏など）が支援したことによって、わずか1か月で関東武士の恭順と結束を固め、鎌倉幕府を築くための原動力となったことは著名である。この功績によって千葉氏当主だった千葉常胤は、鎌倉幕府の重臣となり、鎌倉時代から室町時代にかけて、総州の支配者としての確固たる地位を築くと共に、奥羽（後の奥州千葉氏）・九州（後の九州千葉氏）にも所領が与えられ、一族の一部が移住、勢力が拡大する。
一方の上総氏は、頼朝の政権獲得の過程で、当主広常が謀殺され、領地も没収されてしまったため、以後の歴史書や系図で不当に扱われてきたという経緯がある。
鎌倉時代前期には、千葉氏（上総の千葉常秀を除き）は、畠山氏や三浦氏のように北条氏とは争わず、千葉常胤の嫡男太郎胤正が千葉宗家（千葉介家）、次郎師常が下総国相馬郡、三男胤盛が武石郷、四郎胤信が大須賀保、五郎胤通が国分郷、六郎胤頼が東庄を本拠とし、世に千葉六党と称され最盛期を迎える。鎌倉時代中期の蒙古来襲の際には、千葉氏も九州に所領を持っていたことから、当主の頼胤、宗胤がそれぞれ、文永の役、弘安の役に参加している。
しかし、同時期から千葉介の継承を巡り、千葉胤貞と千葉貞胤の間で、内紛が起こるようになり、元弘3年/正慶2年（1333年）に鎌倉幕府を打倒すると、対立は表面化、それぞれ、足利尊氏と新田義貞双方に属し、延元元年：南朝/建武3年：北朝（1336年）に胤貞が没するまで争いが繰り広げられた。また、正平20年：南朝/貞治4年：北朝（1365年）の氏胤没前後からは、貞治・応安の総論の展開による下総での国内問題や千葉家の筆頭家老の座を巡る原氏と円城寺氏の争いなど、千葉宗家・千葉六党・家臣（同族）間の対立や内紛が後も絶えずに起こる。
この頃、房総では日蓮が日蓮宗を興した。

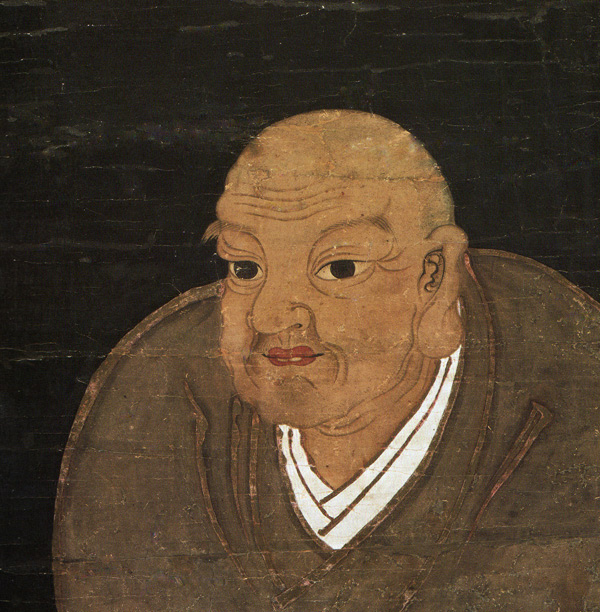
日蓮（久遠寺蔵）

さらに室町時代になると、関東では、鎌倉公方と室町幕府との対立が激化、関東管領の上杉氏（藤原勧修寺家流）も加わった争いが相次ぎ、長い戦乱が続いた。現在の県域も巻き込まれ、荒廃した。この一連の戦いは、関東管領・鎌倉公方（古河公方）を始め、関東の諸氏の勢力を衰えさせた。千葉氏も例外ではなく、康正元年（1455年）の享徳の乱の際には、一族の重鎮である馬加康胤を擁した重臣原胤房によって千葉氏宗家が滅ぼされるなど、戦国時代には大きく勢力が衰退していた。この状況に乗じ、戦国時代になると小田原の後北条氏が関東各地を次々と支配下に置き、台頭してきた。千葉氏は、北条氏に従属し、安房を本拠とする里見氏との戦い（国府台合戦など）や、反北条を掲げる上杉謙信による越後国（現在の新潟県）からの関東遠征に巻き込まれていく。
上総国では、上総武田氏が台頭、古河公方の分家筋である足利義明を小弓公方として擁立して勢力の拡大を目指した。
安房国では、永享12年（1440年）の結城合戦に破れ、安房に上陸した里見義実が領主だった安西氏を追放し台頭する。里見氏は、戦国時代になると後北条氏と房総の覇権を争うことになる（里見氏の結城合戦後の詳細は不明で諸説有）。

## 安土桃山時代から江戸時代まで
天正3年　(1575年)、後北条氏が上総国に侵攻した。
天正18年（1590年）、第31代当主千葉重胤の時に豊臣秀吉の小田原征伐で敗れた後北条氏が没落すると、千葉氏も所領を没収され、戦国大名としての千葉家は断絶してしまった。一方、里見氏も房総半島南部一帯に勢力を伸ばしていたが、小田原征伐の際の軍事行動が私的な戦闘行為とみなされて安房一国に削減された。
下総・上総を含む後北条氏の旧領には、徳川家康が駿河・遠江・三河・甲斐・信濃の5か国から移封されたことにより、房総の大部分がその支配下に入る。上総・下総には、常陸佐竹氏と安房里見氏を警戒して、本多忠勝を始めとする徳川家の譜代家臣団が配置されるも、里見家は存続し、引き続き安房を領有する。だが、江戸時代初めに起きた大久保忠隣失脚の余波を受けて改易、その後断に絶することになる。

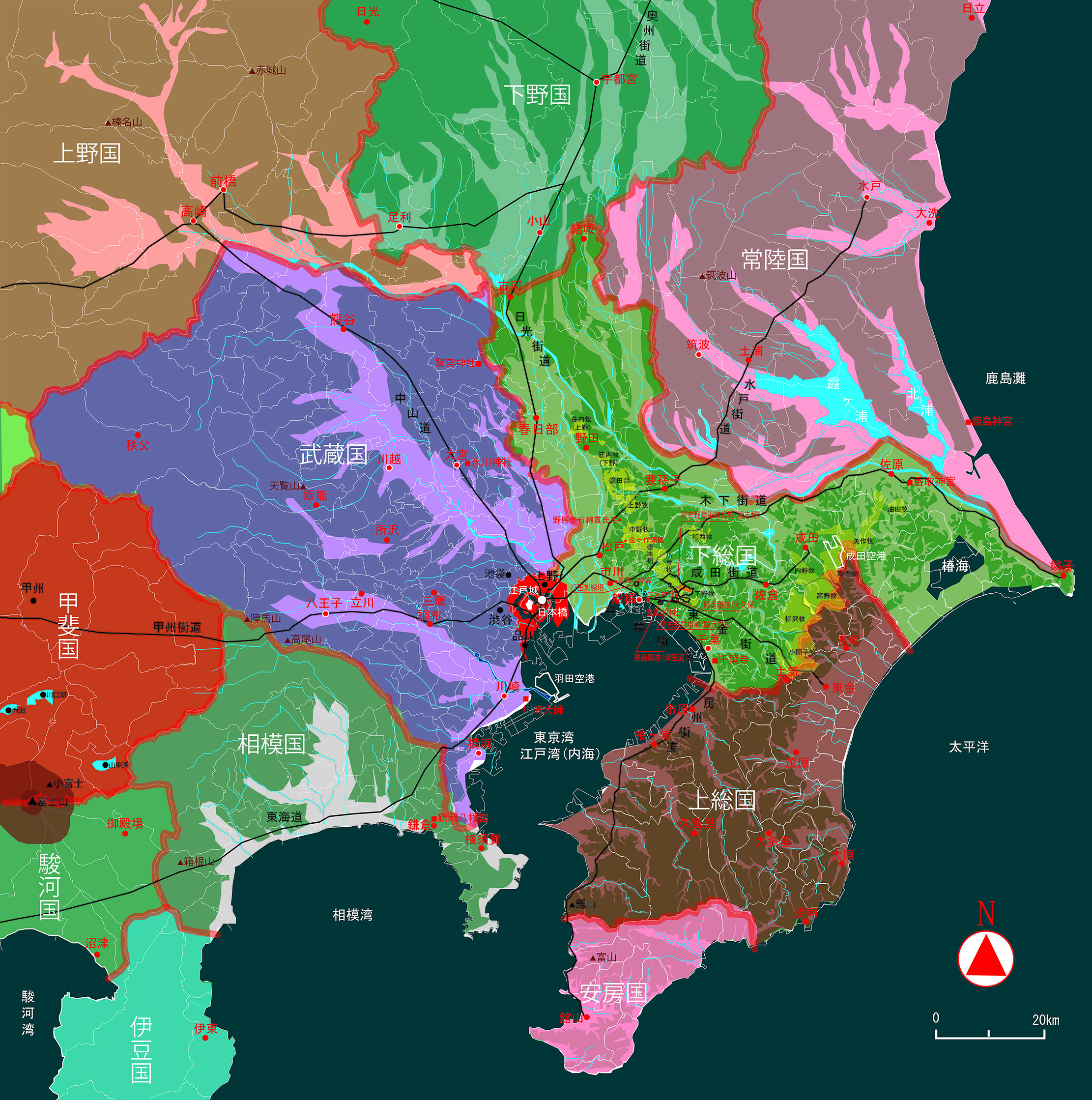
江戸時代の江戸周辺の牧と主な街道

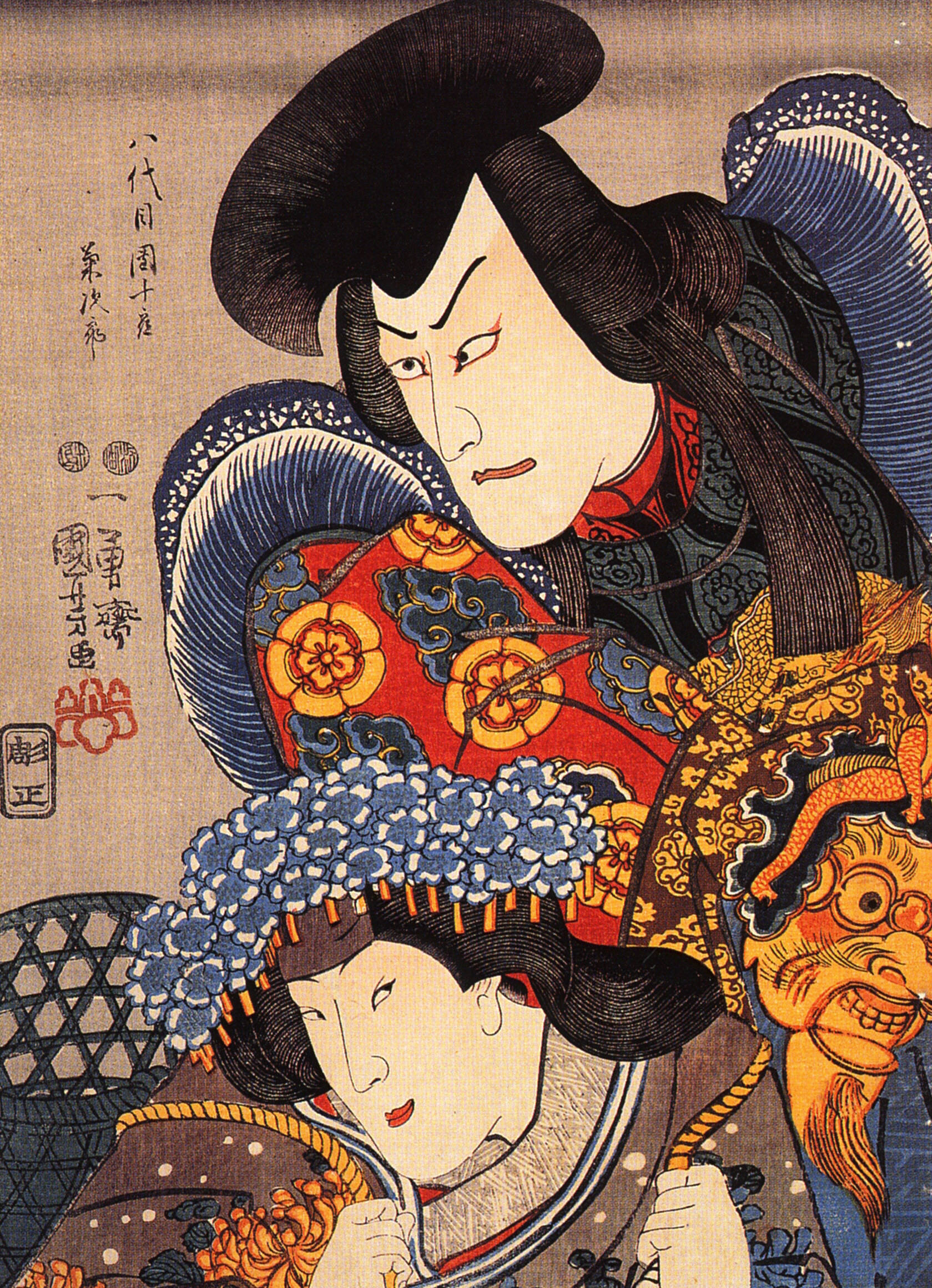
八代目市川團十郎/菊次郎（歌川国芳）

江戸幕府が開かれると、徳川家康が鷹狩りなどのため船橋、御茶屋、東金などに御殿を建造し、御成街道も整備された。江戸に近いことから、有力な大名家は置かれず、小大名領と旗本知行地、天領に細かく分割された。房総で最も大きな大名は、下総佐倉藩（11万石）で、幕末には、藩主だった堀田正睦が老中としてアメリカとの交渉役を務めた。また、下総関宿藩も著名である。この藩は佐倉藩に次ぐ規模で、幕末には、藩主の久世広周が同じく老中を務め、公武合体政策などを推し進めた。下総国には、他に小栗原藩、高岡藩、小見川藩、多古藩、生実藩が、上総国には鶴牧藩、請西藩、飯野藩、一宮藩、佐貫藩、久留里藩、大多喜藩が、安房国には勝山藩、船形藩、館山藩がそれぞれ置かれた。また、明治維新時の徳川家達の静岡藩への移封に伴い、静岡藩に編入された駿河・遠江両国にあった藩が代替地として与えられたこの地に移封して成立した藩があり、廃藩置県まで続いていく。
江戸時代前期には、房総最大の百姓一揆が佐倉藩で起こり、この時に一揆の指導にあたった佐倉惣五郎は、重税に苦しむ百姓を救おうとした「義民」として芝居や歌舞伎の演目に描かれ、庶民の尊敬を集めた。しかし、小規模な領主が多かったこの地域では例外を除き、殆どの地域の場合、このような大きな一揆が起きるのは稀で、多くの場合、税率も平均的な天領並みか少し高いくらいで恵まれた地域であった。
江戸時代を通じて、県域各地は、幕政改革の影響を強く受け、印旛沼治水工事や椿海干拓などの大規模な土木事業や新田開発が盛んに行われた。また、風土や立地に恵められていたことから、薬草や農産物などの栽培所が設置され、試験栽培などが行われた。有名な話としては、享保の大飢饉対策のため、サツマイモ栽培を関東で広めるために、下総国の馬加村（現：千葉市花見川区幕張町）、上総国の九十九里浜の不動堂村（現：九十九里町）において試験栽培が実施され、享保20年（1735年）関東地方でも栽培が可能であることを確認。これ以後、サツマイモが関東一円に広がるきっかけを作ったことは有名である。なお、下総薬園台（現：船橋市）では、朝鮮人参や黄蓮の栽培も試みられている。
また、房総は江戸に近く、軍馬の養成に適した平地が多かったことから、旧官牧地を利用した3つの幕府直轄牧（小金牧・佐倉牧・嶺岡牧）が設置されていた。その牧の風景や様子は、旅人には珍しかったようで、房総名所に数えられ、松尾芭蕉や小林一茶、歌川広重などの作品や紀行文にも登場する。なお、嶺岡牧では、徳川吉宗時代にインド産の白牛を放牧・繁殖、白牛酪（バター）などが日本で初めて生産された。
江戸時代中期になると江戸で人気を馳せた歌舞伎役者の市川團十郎が成田不動に帰依して「成田屋」の屋号を名乗り、不動明王が登場する芝居が打ったことなどから成田参詣と呼ばれる個人参詣運動が盛んになり、江戸から成田を結ぶ佐倉街道は人々で賑わい、街道や水運なども整備され、宿場町や間の宿が形成された。
江戸時代初期の利根川東遷事業で河川舟運の拠点となり栄えた佐原は”北総の小江戸”、”水郷の町”と呼ばれ「お江戸見たけりゃ佐原へござれ、佐原本町江戸まさり」と唄われた商家町で、商業や醸造業が発展した。『大日本沿海輿地図』として結実する日本各地の測量に歩いた伊能忠敬は、佐原の商人出身である。

## 明治から第二次世界大戦まで
戊辰戦争において、慶応4年4月11日（1868年5月3日）の江戸城無血開城に前後して、下総西部から下野国（現在の栃木県）の一帯では3月から4月にかけて結城城の争奪戦が行われ、4月には旧幕府陸軍歩兵奉行大鳥圭介の部隊2000人が市川、結城、宇都宮、さらに会津へと北上・転戦していった。一方、上総西部に旧幕府撒兵隊が「徳川義軍府」を称して侵入し、周辺各地から物資や武器、兵員を徴発し、4月下旬には下総西部まで進軍した。海上では旧幕府海軍副総裁榎本武揚が軍艦7隻を率いて館山湾に入り、一部は上陸した。また、請西藩主林忠崇が新政府軍に抵抗して旧幕府軍に身を投じた。しかし、市川・船橋戦争・五井戦争と呼ばれる戦闘が生じたのみで、戊辰戦争に巻き込まれずに明治を迎える。
明治元年（慶応4年）9月（1868年10月）、明治と改元される。すでに政体書によって決まっていた府藩県三治の地方制度が、6月頃から関東地方で実施され始めた。幕末期の房総地方には17藩が所在したが、かつての将軍家であった徳川宗家が駿河・遠江をもって静岡藩70万石に移封されたことに伴ってそれまで両国にあった7藩が移封となり、また林忠崇の請西藩（1万石）が改易処分を受けたために、明治元年末（1869年初め）には23藩の多数にのぼった。そのため明治4年7月14日（1871年8月29日）の廃藩置県が実施されると、26県という多数の県が並立することとなった。しかし、同年11月の全国的な県の廃合で新治県・木更津県・印旛県の3県に統合された。
次いで、1873年（明治6年）6月15日、印旛県と木更津県の合併により千葉県が誕生、県庁が千葉町（現・本千葉町）に開設された。千葉県権令には柴原和が就任した。1875年（明治8年）5月7日に新治県の茨城県編入に伴い、千葉県であった結城郡・猿島郡・岡田郡・豊田郡4郡と葛飾・相馬両郡の一部を茨城県に譲渡して、香取郡・匝瑳郡・海上郡を旧新治県から編入した。次いで葛飾郡のうち江戸川以西を埼玉県に移管し（のち中葛飾郡を経て北葛飾郡の一部）、さらに1899年（明治32年）4月1日に香取郡の利根川以北が茨城県に編入されている。これにより、現在の県域がほぼ確定した。

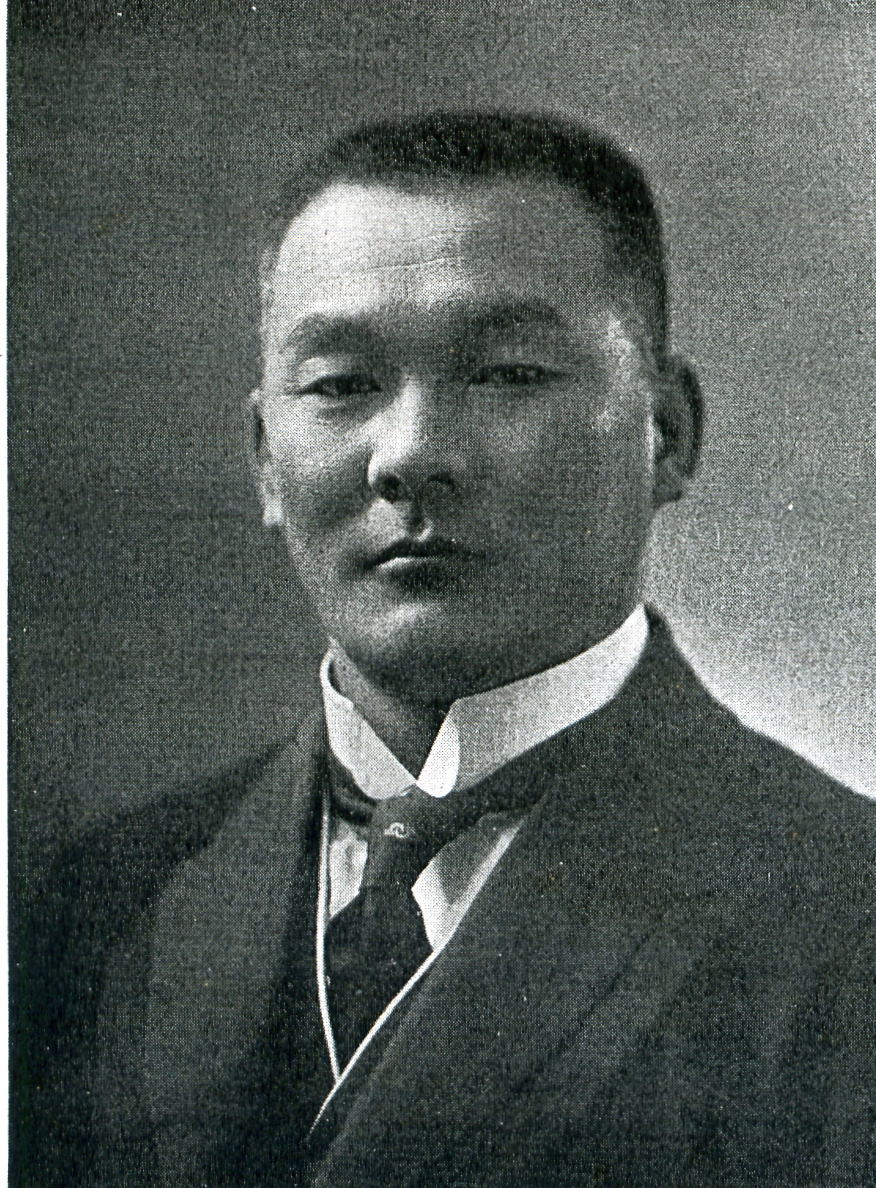
森矗昶（森コンツェルン代表）

明治2年（1869年）には、明治政府によって、東京府在住の旧武士（士族）をはじめとする失業者の救済のために旧幕府牧の開墾事業が計画され、初富、二和、三咲、豊四季、五香、六実、七栄、八街、九美上、十倉、十余一、十余二、十余三などの村が新しく作られた。
また、東京に近かったことから、1873年（明治6年）に明治天皇が習志野原へ御幸して以来、首都防衛を名目に、習志野を始め千葉、市川、柏、松戸、佐倉、四街道、茂原、木更津、富津、館山のような多くの軍事拠点（軍郷）が造られた。太平洋戦争（大東亜戦争）の際には、風船爆弾によるアメリカ本土空襲のための前線基地も置かれた。なお、県や各市町村も、このような軍事拠点を造ることが重要な産業基盤につながると捉え、競って誘致を推進した。その中でも千葉市は、千葉連隊区司令官を始め多くの軍学校や軍営施設が造られたことから、軍都千葉と呼ばれた。
1904年（明治37年）に勃発した日露戦争では、習志野騎兵連隊の活躍は有名で、沙河会戦、黒溝台会戦・奉天会戦などで騎兵戦術を駆使して活躍、秋山好古少将と共に千葉県の知名度を高めた。また、映画『戦場に架ける橋』のモデルとなった鉄道連隊もよく知られており、県内では現在の東武野田線、久留里線、小湊鉄道などのインフラ整備に貢献している。
近代になると、官主導のもと近代産業の育成が行われたが、千葉県では地下資源に恵まれなかったことから、近代工業が育たず、開発から大きく取り残される形となった。だが、江戸時代以降の醤油・みりんといった醸造業は近代に入っても発展を続け、1928年（昭和3年）には、太平洋戦争前の労働争議でも最大規模の野田醤油労働争議が発生した。他の発達産業としては、従来の農業・水産・林業に加え、銚子の缶詰産業や旧幕府牧馬跡などを利用した酪農が有名である。1875年（明治8年）に旧佐倉牧の跡地（現・成田市）に下総牧羊場（後の宮内庁下総御料牧場）が設置されると、酪農に関する研究も盛んに行われ、県の主要産業の一つとなった。なお、御料牧場は後述する新東京国際空港（成田空港）建設地の一部となり、1969年（昭和44年）に栃木県高根沢町に移転することとなる。
一方、南房総では、地場産業であったヨード製造の事業を背景に、実業家の森矗昶によって森コンツェルンが創業された。森コンツェルンはアルミニウムなどの金属産業、電気産業、化学工業などを中心とするコンツェルンに発展、日本産業、日本窒素肥料、日本曹達、理化学研究所とともに新興コンツェルンと呼ばれた。

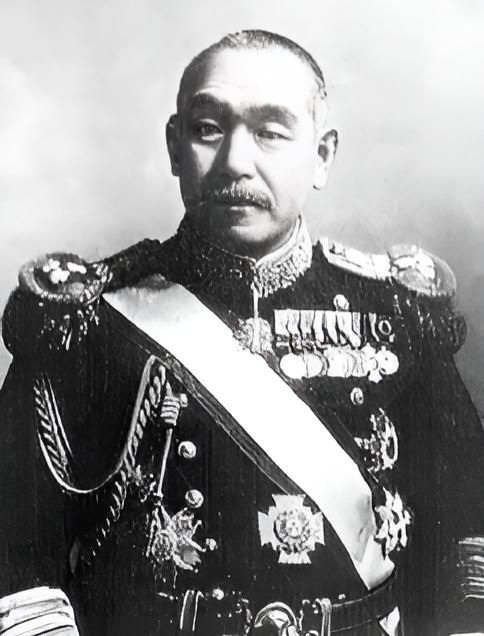
鈴木貫太郎（第42代内閣総理大臣）

大正・昭和初期にかけて鉄道を始めとする交通機関が発達すると東京湾沿線沿いや銚子、一宮などの九十九里浜沿岸、南房総には、避暑地や観光地が整備された。また、谷津遊園、中山競馬場などの娯楽施設が造られ、観光産業 が盛んとなった。
1941年（昭和16年）、米英などとの太平洋戦争が始まると、千葉県も重要な食料生産拠点として、食糧増産が各地で行なわれ、肥料の不足や徴兵による人手不足の中で、厳しい供出割当が組まれた。大戦末期になると、航空機燃料のための松根油の生産も北総地域を中心に盛んに行われた。一方、工業方面では、東京に近い市川市・船橋市・津田沼町、千葉市にかけて軍需工場が次々と移転、地域の中小企業も合併が進められ、その多くは、陸海軍関係の下請け工場として再編成された。1942年（昭和17年）には、東京湾の埋め立工事が進められ、日立航空機千葉工場が建設された。さらに大戦末期には、大網・茂原・興津・鴨川などに大規模な地下工場も造られ、千葉県の工業化比率は大きく進んだ。新たに東京帝国大学第二工学部（現在の東京大学生産技術研究所千葉実験所）が千葉市に新設されると、造兵研究の拠点ともなった。

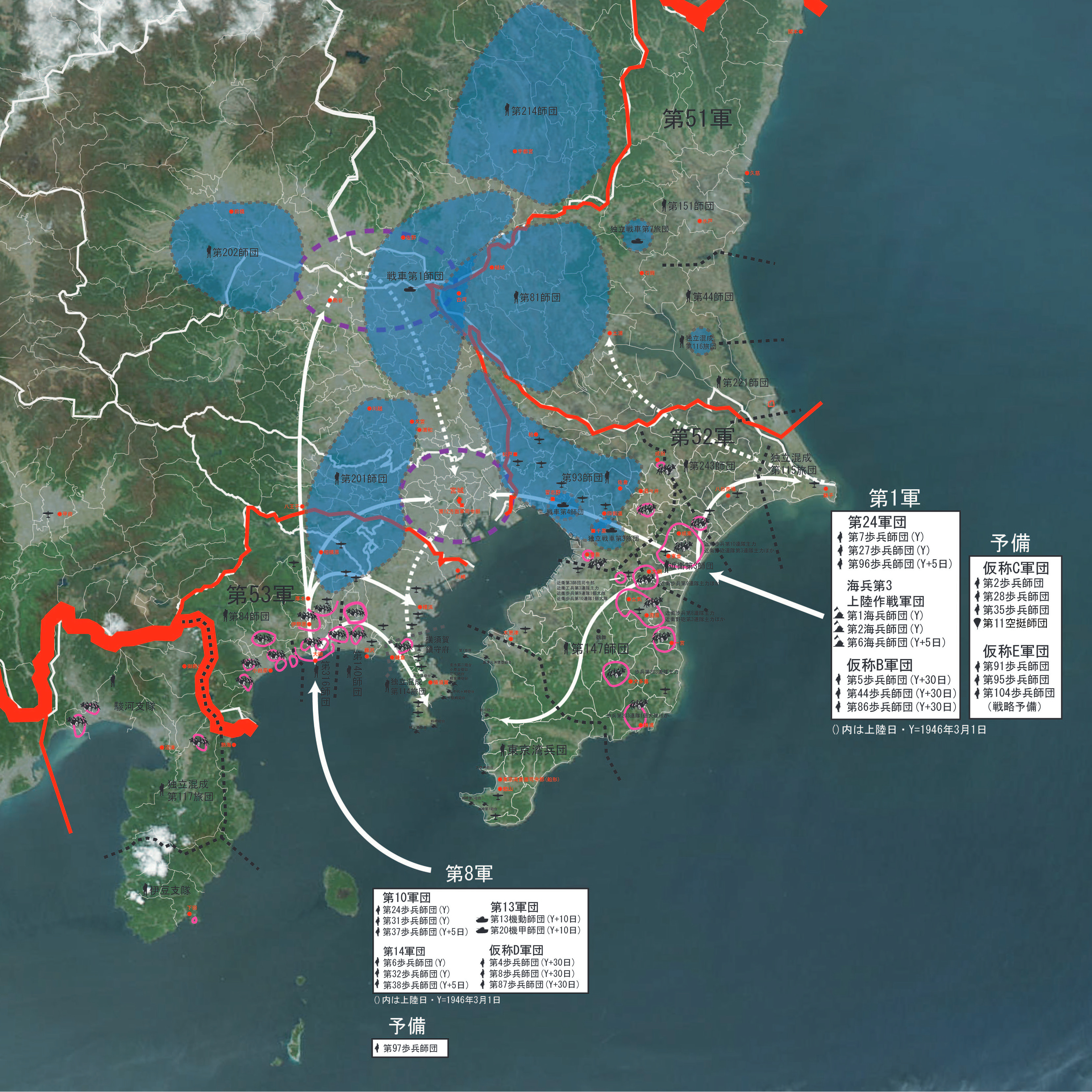
終戦時の日本軍の配置と米軍の侵攻予定図

1944年（昭和19年）、米軍はサイパン島、グアム島、テニアンを占領し、日本本土空襲が本格化させた。房総半島は東京への空襲を狙うB-29爆撃機の進入ルートとなり、現在の成田市から習志野市の上空では激しい航空戦が行なわれるようになった。千葉空襲、銚子空襲で県内も攻撃目標になったほか、爆撃隊が帰途に不要となった爆弾を投棄したり、空母や硫黄島から飛来した戦闘機（F6Fヘルキャット、F4Uコルセア、P51ムスタングなど）が軍関係施設や港湾施設、工場や学校、集落に対して機銃掃射を加えたりする被害もあった。
大戦末期になると、本土決戦の可能性が高まり、連合国軍の上陸の可能性が最も高い場所として、日本軍と連合国軍両者とも同じく九十九里浜を挙げており、日本軍および大政翼賛会は住民志願者を募り、国民義勇軍防衛隊を組織、竹槍による軍事教練や陣地構築が実施されたが、日本の降伏により、県内では地上戦は行われずに終戦を迎えた。この時、小磯国昭首相に代わり、下総関宿藩士出身の鈴木貫太郎海軍大将が内閣を組織、終戦工作に奔走し、終戦内閣と呼ばれた。

## 第二次世界大戦後から現在まで
1945年（昭和20年）9月3日、敗戦に伴い、米軍が富津・館山に上陸県内各地に展開し、武装解除と日本軍施設および一部の公共施設が進駐軍に接収された。同年10月に千葉市に進駐、千葉県庁本館2階に占領政策のため本部が設置された。翌年の1946年（昭和21年）7月には千葉軍政部に改称、1949年（昭和24年）11月まで、GHQの軍政下に置かれる。また、県内各地の特攻隊基地（震洋、桜花、回天、海竜、蛟竜、S特攻部隊等）や館山海軍砲術学校、陸軍習志野学校を始めとする旧日本軍関係施設が進駐軍によって調査される。※日本の占領時代については「連合国軍占領下の日本」を参照。
県内各地で、食糧難から買い出し者が集まり、闇市が自然に発生する。戦中から戦後にかけて東京方面などから多数の空襲被災者が千葉県（主に葛飾地域）に流入し、浮浪者が増加、都市部を中心に治安が一時、悪化する。また、住居不足が深刻化し、被災者用の住居建設や開拓農地開発営団習志野事業部による習志野開拓や下志津開墾などの救済事業が実施される。
1950年（昭和25年）以降、東京湾沿岸の埋め立て、印旛沼干拓を始め、県内各地での開発が活発化し、県・国・民間が関わる大規模開発が続々推進された。東京湾沿いには、京葉工業地域が建設され、重化学工業が発展する。ベッドタウンの開発が進み、いわゆる「千葉都民」が急増する。県内の主なニュータウンとしては、海浜ニュータウン、成田ニュータウン、千葉ニュータウンなどがある（千葉県のニュータウン一覧）。また、東京に近い好立地を活かして、湾岸沿いを中心に谷津遊園（1925年（大正14年） - 1982年（昭和57年））、船橋ヘルスセンター（1955年（昭和30年） - 1977年（昭和52年））、マザー牧場（1960年（昭和35年） - ）、東京ディズニーランド（1983年（昭和58年） - ）などの大規模レジャー施設が数多く誕生した。1978年（昭和53年）には新東京国際空港（通称「成田空港」、現在の正式名称は「成田国際空港」）が開港、1989年（平成元年）には幕張メッセがオープン。周辺地域は大きな発展を遂げた。
一方で、経済発展による恩恵の代償として、東京湾の干潟や利根川流域の水郷風景など、房総固有の風致（特に水辺空間）の多くが失われてしまった。県内では急激な開発と行政の無策のため、生活排水や工業排水、農薬などが垂れ流しにされ、干拓や埋め立て、護岸による湿地帯・干潟の衰退があいまって、県内各地の河川や湖沼の水質は著しく悪化した。東京湾でも、水質汚染が一時、深刻な問題となり、漁業権を放棄する漁業協同組合が相次いだ。特にこの時期は利根川水系の生態系が大きく毀損され、この地域の内水面漁業は壊滅状態となった。さらに、天然ガス採掘や地下水を過剰汲み上げしたことによる地盤沈下が深刻化し、船橋市では1974年（昭和49年）に「地盤沈下非常事態宣言」を発令する。モータリゼーションによる排気ガスの増加や、工場などから排出される煙などによる、光化学スモッグ、ゴミ焼却によるダイオキシン問題等の大気汚染も深刻化した。近年においては、産業廃棄物や感染性医療廃棄物、硫酸ピッチなどが農地や山林に埋められるなど、不法投棄も問題になっている。このため、千葉県では、環境系のNPOや市民団体を積極的に支援したり、2008年（平成20年）に千葉県が環境基本計画を制定したりするなど、環境方面に力を入れる傾向が見られる。また成田空港の建設においては、行政側の性急な計画遂行が仇となって死者を生じるまでの大反対運動に発展し、県内のインフラ整備に深刻な影響をもたらした（成田空港問題）。
1997年（平成9年）には、東京湾アクアライン（木更津 - 川崎間）が開通。房総半島部の開発が進むことが期待されたが、利用は予想ほど伸びなかった一方、半島部の商業拠点はアクアラインによるストロー現象により、むしろ衰退の傾向が見られる。三番瀬埋め立て反対を掲げて当選した堂本暁子知事の時に臨海部の埋め立てが中止されたが、館山自動車道、首都圏中央連絡自動車道の建設など、道路建設は引き続き推進されている。近年の千葉県では、成田空港の存在と東京近郊の立地を生かし、『観光立県ちば推進ビジョン』を作成し、「花と海」をテーマにイメージアップを図ろうとしている。埋蔵量が豊富な南関東ガス田の活用や、近年、注目されているバイオ燃料の生産のための研究も行われるなど、新たなエネルギー産業の育成も試みられている。また、市民ベースだが、エコツアーやアグリツーリズム、使用されなくなった農耕地を利用した市民農園やクラインガルテンを設置など、地域風土（自然環境や農業・漁業等の地場産業）を活かした新たな体験型観光ビジネスモデルに関しての模索も行われている。そのほかにも従来の近郊農業に加え、農産物や酪農、林業などの分野に関する研究も行われており、新たなブランド品種の開発も試みられている。

## 年表
- 明治以降の県内の行政区画に関する変遷は「千葉県#県・市町村の変遷」を、県政に関する事項は「千葉県#県政史」を参照。

### 明治時代
- 明治元年（1868年）：市川・船橋戦争。近藤勇が流山で官軍に捕らわれる。柴山典が、安房・上総知県事になる。佐市直武が下総知県事になる。
- 明治2年（1869年）：下総に葛飾県が設置される。安房・上総に宮谷県が設置される。小金牧・佐倉牧の開墾がまる。野島埼灯台が完工。
- 明治4年（1871年）：廃藩置県により房総に24県が誕生する。木更津県、新治県、印旛県の3県となる。
- 1873年（明治6年）：木更津県と印旛県が統合。千葉県となる。県庁を千葉町（現・千葉市中央区本千葉町）に置く。
- 1873年（明治6年）：史上初めて歴代天皇が千葉県下に初行幸。大和田原を「習志野原」と命名。
- 1874年（明治7年）：千葉県初代権令（県令）に柴原和が任命される。犬吠埼灯台完工。
- 1875年（明治8年）：新治県を廃止。香取、匝瑳、海上の3郡を千葉県に編入。
- 1878年（明治11年）：千葉県立千葉中学校（現・千葉県立千葉高等学校）が創設される。郡区町村編制法が制定され、県下21郡50町2391村となる。
- 1879年（明治12年）：第1回千葉県議会議員選挙が行われる。
- 1884年（明治17年）：自由党夷隅事件・安房事件が発生。
- 1885年（明治18年）：下総種畜場が農商務省から宮内省の所轄となり、宮内省下総種畜場（後・宮内庁下総御料牧場）となる。
- 1889年（明治22年）：市制・町村制施行され、県下66町2391村が43町315村となる。この時、県内では市制施行は行われず。
- 1890年（明治23年）：利根運河が開通。
- 1894年（明治27年）：総武鉄道の市川駅〜佐倉駅間、市川駅〜本所駅（現・錦糸町駅）間が開通。
- 1896年（明治29年）：房総鉄道の千葉駅〜大網駅間が開通。後、1899年に大網駅〜大原駅間に延伸。県内の郡が再編され、12郡（千葉郡、市原郡、香取郡、海上郡、匝瑳郡、夷隅郡、安房郡、君津郡、長生郡、山武郡、東葛飾郡、印旛郡）となる。
- 1897年（明治30年）：成田鉄道の佐倉駅〜成田駅間が開通する。総武鉄道の佐倉駅〜銚子駅間が開通。郡制施行。
- 1899年（明治32年）：習志野騎兵連隊が高津廠舎にて発足。1904年に勃発した日露戦争で活躍、秋山好古と共に全国的に広く有名になる。
- 1907年（明治40年）：総武鉄道、房総鉄道が国有化。
- 1908年（明治41年）：陸軍鉄道第1連隊（鉄道連隊）が都賀村（現・千葉市若葉区都賀）に設置される。
- 1909年（明治42年）：陸軍歩兵第57連隊（佐倉連隊）が佐倉（現・佐倉市）に設置される。
- 1910年（明治43年）：県下初の電気軌道である成宗電気軌道の成田駅前〜成田山門前間が開業。太平洋戦争下の1944年、不要不急線として廃線。
- 1911年（明治44年）：陸軍鉄道連隊の演習用路線を借用し、成田駅〜三里塚駅間が開業。1917年、千葉県営鉄道となる。1926年、八日市場駅まで延伸。1927年に成田鉄道多古線へ改称され、1946年に廃線。千葉県営鉄道の柏駅〜野田町駅間が開業。1944年、東武鉄道が吸収合併する（東武野田線）。

### 大正時代

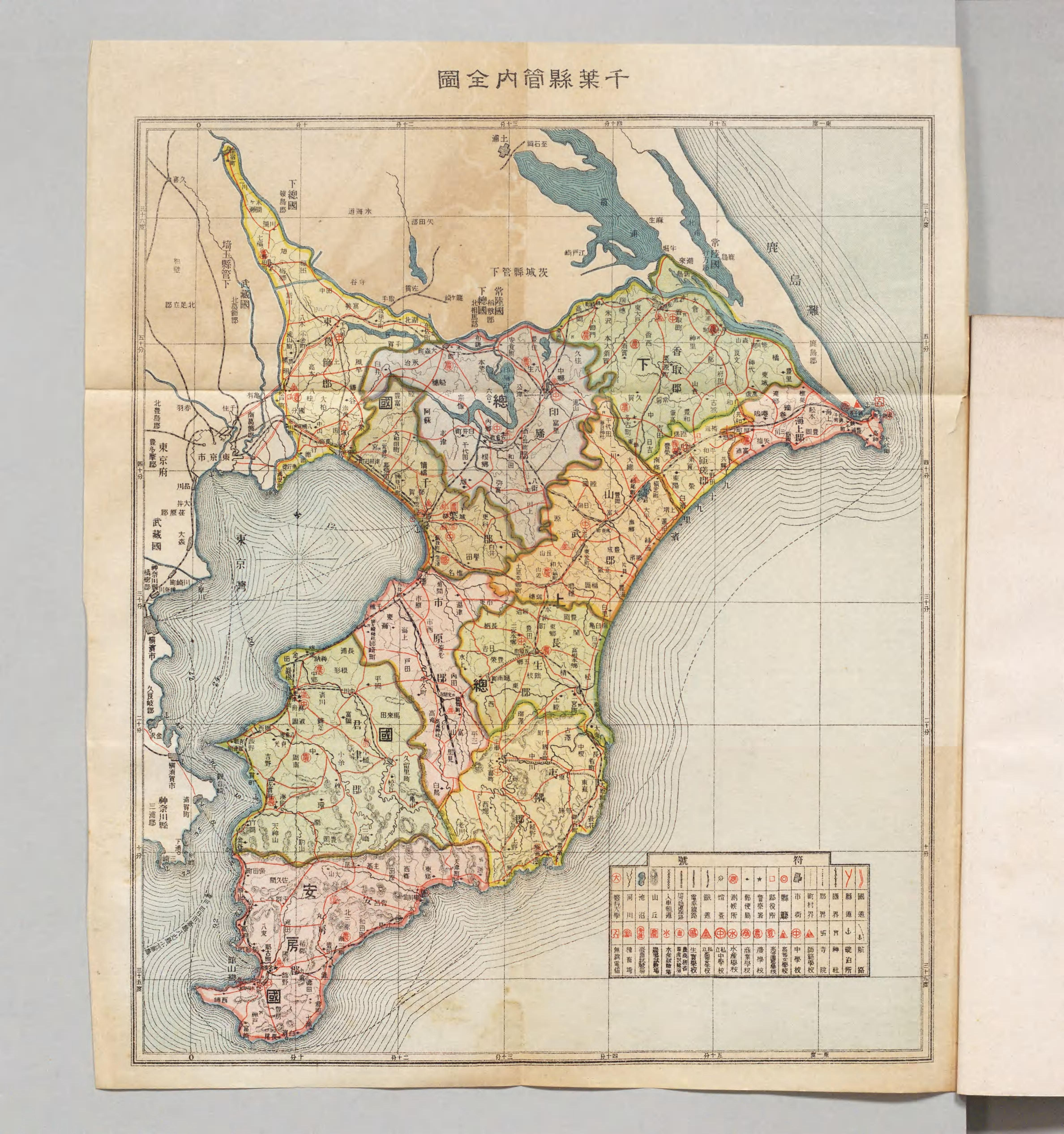
千葉縣要覽(1925年7月出版)

- 1912年（大正元年）：千葉県営大原大多喜人車軌道が大原駅-大多喜駅間で開業（1927年に廃線）。千葉県営鉄道久留里線の木更津駅-久留里駅間開業。陸軍歩兵学校が作草部町（現・千葉市稲毛区作草部・天台）に設置される。
- 1913年（大正2年）：銚子遊覧鉄道が銚子駅-犬吠埼間が開業。1917年（大正6年）廃線。気球連隊が作草部町に移設される。
- 1914年（大正3年）：京成電気軌道（現・京成電鉄）の江戸川駅-市川新田駅（現・市川真間駅）間が開業。1926年（大正15年）に成田花咲町（仮駅）まで延伸。陸軍鉄道連隊の演習用路線を借用し、千葉県営鉄道八街線の三里塚駅-八街駅間が開業（1940年に廃線）。
- 1916年（大正5年）：陸軍騎兵学校が薬園台（現・船橋市）に移設される。奈良原三次によって稲毛海岸に日本初の民間飛行場が開設される。流山軽便鉄道（現・流鉄流山線）馬橋駅-流山駅間が開業。
- 1916年（大正6年）：東京湾沿岸地域で高潮被害（大正六年の大津波）。
- 1918年（大正7年）：安房郡勝山村（現・安房郡鋸南町）など県内数か所で米騒動が起きる。陸軍鉄道連隊が2個隊になり、第二連隊は津田沼（現・習志野市）に駐屯。津田沼海岸に伊藤飛行機研究所が設立される。
- 1920年（大正9年）：第1回国勢調査が行われる（人口133万6155人）。成田鉄道が国有化される。
- 1921年（大正10年）：千葉市が千葉県で最初に市制施行する。
- 1923年（大正12年）：野田醤油第一次争議が発生する。関東大震災により、県内各所において甚大な被害を受ける。銚子鉄道（現・銚子電鉄）銚子駅-外川駅間が開業。九十九里軌道（現・九十九里鉄道）東金駅-片貝駅間が開業（1961年に廃線）。
- 1924年（大正13年）：銚子漁港が建設を開始する。
- 1925年（大正14年）：小湊鉄道の五井駅-里見駅間が開通。

### 昭和時代
- 1927年（昭和2年）：野田醤油第二争議が発生する。
- 1929年（昭和4年）：房総環状線が開通する。小作争議が頻発する。
- 1930年（昭和5年）：館山海軍航空隊が開設される。木原線（1988年（昭和63年）第三セクター化。現・いすみ鉄道）大原-大多喜間開業。
- 1931年（昭和6年）：阪東妻三郎によって谷津遊園に阪東関東撮影所が設置される。
- 1933年（昭和8年）：大利根用水着工。
- 1934年（昭和9年）：県営水道千葉-市川間の敷設工事が始まる。
- 1936年（昭和11年）：二・二六事件で陸軍歩兵第57連隊が出動する。
- 1937年（昭和12年）：陸軍戦車学校が千葉市に開校。翌年、陸軍防空学校（陸軍高射学校）も開校する。
- 1940年（昭和15年）：千葉市沿岸を日立航空機工場造成のため、埋立事業開始。
- 1942年（昭和17年）：東京帝国大学（現・東京大学）第二工学部が千葉県千葉市に設置される。
  - 7月：県内の部落会・町内会に早朝ラジオ体操が普及する。
- 1943年（昭和18年）：1県1行政策のため、千葉銀行が設立される。両総用水事業が起工する。
- 1945年（昭和20年）：千葉市（千葉空襲）、銚子市（銚子空襲）が空襲を受ける。敗戦により、館山、富津から米軍が上陸する。

第二次世界大戦後
- 1946年（昭和21年）：文部省（現・文部科学省）との協議の結果、興亜工業大学（現・千葉工業大学）が千葉県に移転（県内初の私立大学）。
- 1947年（昭和22年）：陸軍鉄道連隊の演習用路線を払い下げ、新京成電鉄の新津田沼駅（当初）-薬園台駅間が開業。
- 1949年（昭和24年）：千葉大学が開校する。
- 1950年（昭和25年）：千葉市沿岸の旧日立航空機工場跡地などの埋立地に川崎製鉄（現・JFEスチール）の誘致を決定。翌年の1951年（昭和26年）、川崎製鉄千葉製鉄所を開設。1953年（昭和28年）、操業を開始。
- 1956年（昭和31年）：県民人口が200万人を突破する。
- 1957年（昭和32年）：東京電力千葉火力発電所の操業が開始。八千代市に日本初の住宅団地（八千代台団地）が建設される。
- 1958年（昭和33年）：利根川下流地域で大規模塩害被害が発生する（昭和33年塩害）。
- 1960年（昭和35年）：京葉道路の一之江-船橋IC間が開通。
- 1961年（昭和36年）：京葉臨海工業地帯造成計画が決定。
- 1962年（昭和37年）：銚子大橋が開通。
- 1965年（昭和40年）：両総用水が完工。君津町（現・君津市）の埋立地に八幡製鐵君津製鐵所（現・日本製鉄東日本製鉄所君津地区）が操業を開始。
- 1966年（昭和41年）：成田市三里塚での新東京国際空港（現・成田国際空港）の建設が閣議決定される。三里塚闘争が始まる。印西町（現・印西市）を中心とした千葉ニュータウンの造成が始まる。
- 1968年（昭和43年）：県民人口が300万人を突破する。千葉市の沿岸部の埋立地に海浜ニュータウンの造成が始まる。成田市に成田ニュータウンの造成が始まる。
- 1969年（昭和44年）：新川が竣工。全長約19kmの印旛放水路が開通し印旛沼の水が東京湾へ流れる。帝都高速度交通営団（現・東京メトロ東西線）東陽町駅-西船橋駅間が開通。
- 1970年（昭和45年）：鹿島線の香取駅-鹿島神宮駅間が開業。
- 1971年（昭和46年）：新空港自動車道（現・東関東自動車道）宮野木JCT-富里IC間が開通。成田空港予定地の代執行が実施される。
- 1972年（昭和47年）：北総開発鉄道（現・北総鉄道）北初富駅-小室駅間が開業（2000年（平成12年）に印旛日本医大駅まで延伸）。
- 1973年（昭和48年）：県政100周年を迎える。第28回国民体育大会夏季大会（若潮国体）が開催される。武蔵野線が開業（1978年（昭和53年）に西船橋駅まで延伸）。
- 1974年（昭和49年）：県民人口が400万人を突破する。
- 1978年（昭和53年）：新東京国際空港が開港する。京成電鉄の京成成田-成田空港（現・東成田）間開業。
- 1981年（昭和56年）：常磐自動車道の柏IC-谷田部IC間が開通。
- 1982年（昭和57年）：首都高速湾岸線-高谷から東関東自動車道が接続される。
- 1983年（昭和58年）：県の人口が500万人を突破する。国立歴史民俗博物館が佐倉城址公園に隣接して開館。東京ディズニーランドが開園する。
- 1986年（昭和61年）：県民人口500万人突破を記念して千葉ポートタワーが開館する。京葉線西船橋駅-千葉貨物ターミナル駅（現在廃止）間が開業。1990年（平成2年）、東京駅まで延伸。全線開業。
- 1987年（昭和62年）：千葉県東方沖地震が発生。県内に甚大な被害が発生する。東関東自動車道、千葉県区間全線開通。
- 1988年（昭和63年）：千葉都市モノレール2号線の千城台駅-スポーツセンター駅が開業。千葉県収用委員会会長襲撃事件。

### 平成時代
- 1989年（平成元年）：幕張新都心地区に日本コンベンションセンター（現・幕張メッセ）が開設される。千葉県立中央博物館開館。都営地下鉄新宿線の篠崎駅-本八幡駅間（仮設駅）が開業し全線開業。
- 1990年（平成2年）：茂原市で竜巻災害が発生。食と緑の博覧会が千葉市で開催される。
- 1991年（平成3年）：新東京国際空港にJR線と京成線が乗り入れる。
- 1992年（平成4年）：千葉市が政令指定都市となる。千葉急行電鉄の千葉急行線（現・京成千原線）が開業（1998年（平成10年）京成電鉄に譲渡）。
- 1993年（平成5年）：谷津干潟がラムサール条約登録湿地となる。
- 1995年（平成7年）：全国都市緑化フェアが千葉市で開催される。千葉都市モノレール1号線の千葉みなと駅-千葉駅間が開業（1999年（平成11年）に県庁前駅まで延伸）。
- 1996年（平成8年）：東葉高速鉄道が全線開業。手賀沼・印旛沼が水質汚染で全国ワースト1・2位（11月）。
- 1997年（平成9年）：東京湾横断道路（東京湾アクアライン）が開通。
- 2001年（平成13年）：芝山鉄道線（東成田駅-芝山千代田駅間）が開業。東京ディズニーシーが開園する。
- 2002年（平成14年）：県民人口が600万人を突破する。成田空港に2本目となるB滑走路（2180m、暫定滑走路）が供用開始。
- 2003年（平成15年）：船橋市が中核市となる。
- 2005年（平成17年）：首都圏新都市鉄道つくばエクスプレスが開業。
- 2007年（平成19年）：館山自動車道が全線開通。全国都市緑化フェアが船橋市で開催される。
- 2008年（平成20年）：柏市が中核市となる。
- 2010年（平成22年）：都心と成田空港を結ぶ成田スカイアクセスが開業。ゆめ半島千葉国体開催。
- 2011年（平成23年）：東北地方太平洋沖地震で、旭市、山武市など太平洋沿岸地域で津波被害、埋立地の千葉市美浜区、浦安市や利根川の浚渫土砂で埋立地の我孫子市、香取市などで液状化現象が発生。[6]県内807棟住家全壊。[7]1920年の統計開始以来初めて人口が減少（10,693人減）に転じる[8]。
- 2018年（平成30年）：千葉県・国・地元9市町・成田国際空港株式会社からなる四者協議会において、成田国際空港の更なる機能強化が合意される[9]。

### 令和時代
- 2019年 令和元年房総半島台風 - 残暑の中、暴風による屋根の被害と停電の長期化[10][11]